# Hanne Verbruggen (zangeres)

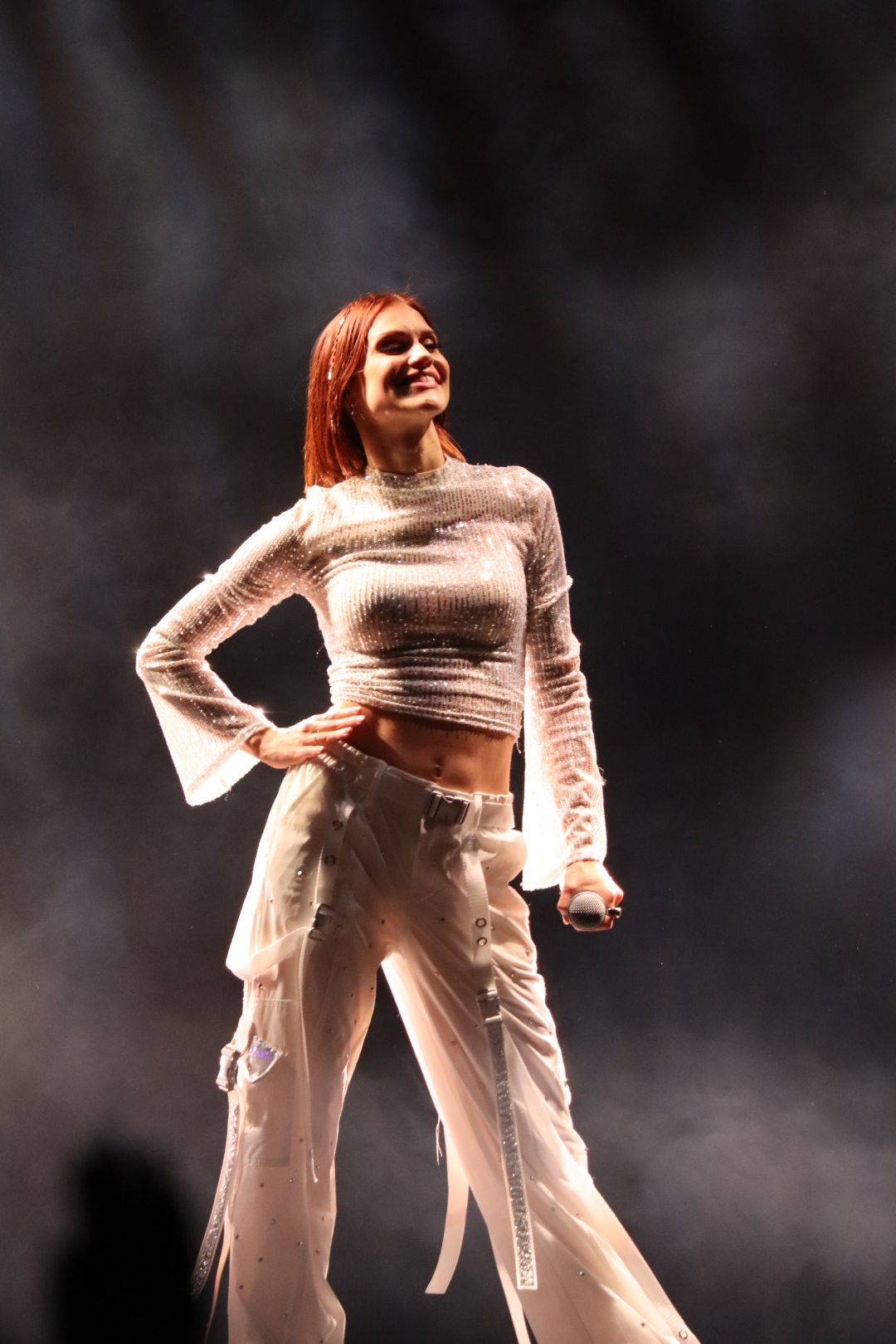
Verbruggen tijdens de Zeesterren-tour (2025)

Hanne Stefanie Harry Verbruggen (Mechelen, 3 maart 1994) is een Belgische zangeres, (musical)actrice en presentatrice. Sinds 2015 is zij lid van de popgroep K3.

## Levensloop
Verbruggen studeerde communicatiemanagement in Antwerpen. Daarnaast was ze leidster bij een Akabegroep van de scouts. Ze zette haar studie stop toen ze mocht deel uitmaken van de nieuwe K3.
In het najaar van 2015 was Verbruggen een van de winnaressen van het tv-programma K3 zoekt K3, dat werd uitgezonden op SBS6 en VTM. Samen met Marthe De Pillecyn en Klaasje Meijer vormde ze de nieuwe bezetting van de meidengroep K3, waarbij zijzelf de opvolgster werd van Karen Damen.
In september 2021 zochten Verbruggen en De Pillecyn een nieuw K3'tje in het televisieprogramma K2 zoekt K3, nadat Meijer eerder dat jaar haar vertrek bij de groep had aangekondigd. Deze wedstrijd werd uiteindelijk op 27 november 2021 gewonnen door Julia Boschman.
In 2024 nam ze deel aan De Slimste Mens ter Wereld. Dit bleef echter maar bij één deelname.

## Privé
Verbruggen is op 29 augustus 2020 getrouwd met politie-inspecteur Jorn Sarens. Op 14 november 2022 kreeg zij een zoon.

## Televisie
- K3 zoekt K3 (2015) - als kandidate en winnares samen met Marthe De Pillecyn en Klaasje Meijer
- K3 - Muziekclips (2015-heden) - als zichzelf
- Welkom bij K3 (2015) - als zichzelf
- Iedereen beroemd (2015) - als zichzelf
- Dit is K3 (2016) - als zichzelf
- Wij zijn K3 (2016) - als zichzelf
- De avonturen van K3 (animatiereeks, 2016) - als Hanne, stem
- Is er Wifi in Tahiti? (2016) - als kandidate samen met Klaasje Meijer en Marthe De Pillecyn
- Iedereen K3 (2016-2017) - als presentatrice
- K3 Dansstudio (2016-2017) - als presentatrice
- 2 Meisjes op het Strand (2016) - als presentatrice
- Radio 2 Zomerhit (2016-2017) - als kandidate samen met Klaasje Meijer en Marthe De Pillecyn
- Mijn Pop-uprestaurant (2016) - als zichzelf
- Het dagboek van K3 (2016-2018) - als zichzelf
- Ligt er Flan op de Mont Blanc? (2017) - als kandidate samen met Klaasje Meijer en Marthe De Pillecyn
- K3 Vlogt (2017-heden) - als zichzelf
- Tegen de Sterren op (2017) - als zichzelf
- Camping Karen & James (2017) - als zichzelf
- Overal K3 (2017) - als zichzelf
- Wedden dat ik het kan (2017) - als zichzelf
- Knoop Gala (2017) - als zichzelf
- De Wensboom (2018) - als zichzelf
- De tafel van K3 (2018) - als presentatrice
- The Voice Kids (2018-2022) - als jurylid/coach samen met Marthe De Pillecyn, Klaasje Meijer (2018-2020) en Julia Boschman (2022)
- Zet 'm op! (2018) - als zichzelf
- K3 Roller Disco (2018-2020) - als Hanne
- K3 Dromen (2019) - als Hannie
- Het Rad (2020) - als zichzelf
- Code van Coppens (2020) - als kandidate samen met Klaasje Meijer en Marthe De Pillecyn
- K3 Roller Disco Club (2020) - als presentatrice
- K2 zoekt K3 (2021) - als zichzelf
- K2 zoekt mee (2021) - als zichzelf
- K3, een nieuw begin (2021) - als zichzelf
- Marble Mania (2022) - als deelneemster samen met Marthe De Pillecyn en Julia Boschman
- K3, een nieuwe start (2022) - als zichzelf
- Zin in Zappelin (2022, 2024) - als zichzelf
- K3 Vriendenboek (2022) - als zichzelf
- K3, één jaar later (2022) - als zichzelf
- The Big Show (2022) - als zichzelf
- Liefde voor muziek (2023-2024) - als deelneemster samen met Marthe De Pillecyn en Julia Boschman
- Team K3 (2023) - als zichzelf
- De Slimste Mens ter Wereld (2024) - als deelneemster
- Hallo Kroket! (2025) - als zichzelf
- Musical Awards Gala (2025) - als zichzelf
- MakeUpDate (2025) - als zichzelf

## Film
- K3 Love Cruise (2017) -  als Hanne
- K3: Dans van de farao (2020) -  als Hanne
- K3 en het Lied van de Zeemeermin (2024) - als Hanne

## Theater
| Jaar       | Titel                    | Rol    | Producent  |
| ---------- | ------------------------ | ------ | ---------- |
| 2015-heden | De Grote Sinterklaasshow | Hanne  | Studio 100 |
| 2015-2016  | Afscheidstour            | Hanne  | Studio 100 |
| 2017       | K3 in de ruimte          | Hanne  | Studio 100 |
| 2018       | K3 Vlindershow           | Hanne  | Studio 100 |
| 2019       | 20 jaar K3               | Hanne  | Studio 100 |
| 2021       | K3 Dromenshow            | Hanne  | Studio 100 |
| 2022       | Kom erbij!               | Hanne  | Studio 100 |
| 2022-2023  | K3 Live in Concert       | Hanne  | Studio 100 |
| 2023       | Vleugels                 | Hanne  | Studio 100 |
| 2023       | K3 Live Late Night       | Hanne  | Studio 100 |
| 2023-2024  | Studio 100 Sing Along    | Hanne  | Studio 100 |
| 2024       | De 3 Biggetjes           | Knarri | Studio 100 |
| 2025       | Zeesterren               | Hanne  | Studio 100 |